# Camera Obscura
|  | Per a altres significats sobre Càmera Obscura, vegeu «Cambra fosca». |

Camera Obscura és una banda d'indie pop de Glasgow, Escòcia. Es van formar el 1996 i han tret al mercat cinc àlbums fins hui.

## Història
Camera Obscura es va formar el 1996 amb Tracyanne Campbell, John Henderson, and Gavin Dunbar. Els primers llançaments al mercat de la banda van ser els senzills "Park and Ride" i "Your Sound" el 1998. Els components de la banda van fer un canvi el 2000 i el 2001 quan Lee Thompson es va incorporar com a bateria permanent, Lindsay Boyd als teclats, i Kenny McKeeve substituint a Skirving.
El primer àlbum de Camera Obscura, Biggest Bluest Hi Fi, va ser tret al mercat l'any 2001. L'àlbum va ser produït per Stuart Murdoch del grup de música Belle & Sebastian amb l'ajut de John Peel. El primer senzill de l'àlbum, "Eighties Fan", va entrar al número 7 de les llistes del Festive Fifty de la BBC Radio 1 a l'any 2001, i es va posicionar en moltes llistes de música independent. El 2002 hi va haver la incorporació de Nigel Baile com a trompetista i percussionista i Carey Lander va reemplaçar Boyd.

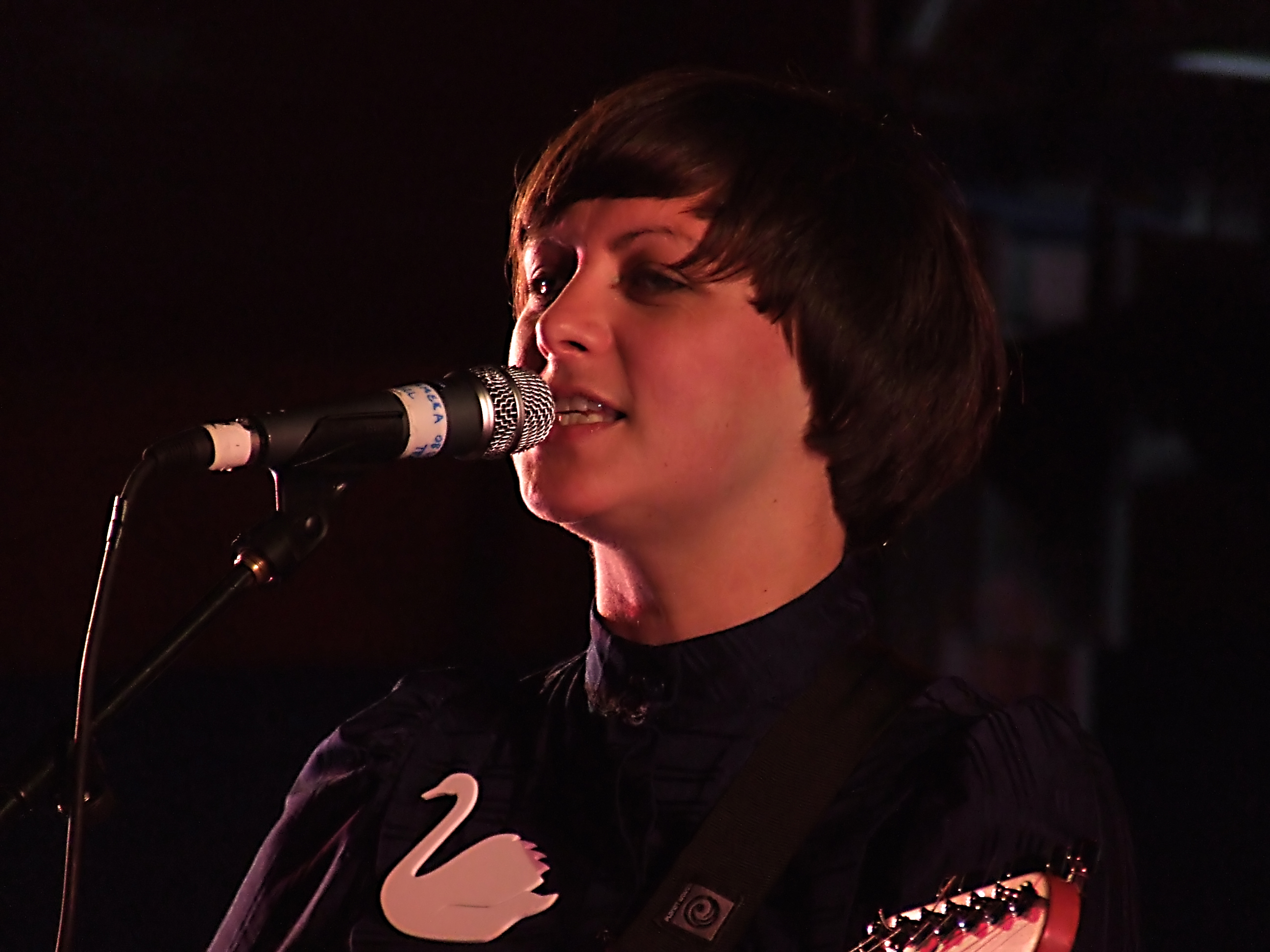
Tracyanne Campbell in 2007

El 2003 es va traure al mercat el segon àlbum de la banda, Underachievers Please Try Harder, i va estar acompanyat de la primera gira completa pel Regne Unit i per Irlanda i també la primera gira pels Estats Units. Durant aquesta gira un dels membres fundadors, John Henderson, va deixar la banda. Fent sessions d'actuacions al programa de Peel es va gravar un parell de cançons, "I love my Jean" i "Red, Red Rose", sent la lletra poemes de Robert Burns.
Durant 2005 van gravar a Suècia el seu tercer àlbum, Let's Get Out of This Country, produït per Jari Haapalainen i el van traure al mercat el 6 de juny de 2006. El primer senzill anomenat, "Lloyd, I'm Ready to Be Heartbroken", és una "cançó-resposta" a la cançó "Are You Ready to Be Heartbroken?" de la banda Lloyd Cole and the Commotions.
Al novembre de l'any 2008, la banda va anunciar que tenien acabat el següent disc al Let's Get Out of This Country, i en febrer de 2009 van anunciar que havien signat contrat amb el segell discogràfic 4AD. El nou àbum, My Maudlin Career, tret a l'abril de 2009, va precedit pel primer senzill del disc, "French Navy". Després del llançament del disc Nigel va anunciar que deixaria de ser membre a temps complet de Camera Obscura per causes familiars.
El seu tercer àlbum, Desire Lines, va ser produït per Tucker Martine i tret al mercat per 4AD el 3 de juny de 2013.

## Membres

### Formació actual
- Tracyanne Campbell – guitarra, veus
- Kenny McKeeve – guitarra, mandolina, harmònica, veus
- Gavin Dunbar – baix
- Lee Thomson – bateria
- Donna Maciocia – keyboards, backing vocals (2023–actualitat)

### Membres antics
- Nigel Baillie – trompeta, percussió
- John Henderson (1996-2004) – veus, percussió
- Richard Colburn – bateria
- David Skirving – veus, guitarra
- Lindsay Boyd – teclats
- Carey Lander – piano, orgue, veus (2002–2015; va morir l'any 2015)

### Membres en actuacions en viu
- Nigel Baillie - trompeta, percussió
- Tim Cronin – trompeta, percussió
- Francois Marry - trompeta, percussió, guitarra

## Discografia

### Àlbums
| 2001                                                                                                  | Biggest Bluest Hi Fi - Llançament: 12 de november de 2001 - Segell: Andmoresound (and 17) - Formats: CD - Reeditat al 2002 en Elefant (ER-1090) - Reeditat al 2004 en Merge (MRG256) | —   | —  | —   |
| 2003                                                                                                  | Underachievers Please Try Harder - Llançament: 15 de setembre de 2003 - Segell: Elefant (ER-1104) (Europa) Merge (MRG239) (Nord-amèrica) - Formats: CD, LP, DL                       | —   | —  | —   |
| 2006                                                                                                  | Let's Get Out of This Country - Llançament: 6 de juny de 2006 - Segell: Merge (MRG276) (Nord-amèrica) Elefant (ER-1123) (Europa) - Formats: CD, 2CD, LP, DL                          | 125 | —  | —   |
| 2009                                                                                                  | My Maudlin Career - Llançament: 20 d'abril de 2009 - Segell: 4AD (CAD2907) - Formats: CD, LP, DL                                                                                     | 32  | 37 | 87  |
| 2013                                                                                                  | Desire Lines - Llançament: 3 de juny 2013 - Segell: 4AD (CAD3314) - Formats: CD, LP, DL                                                                                              | 39  | 66 | 106 |
| "—" significa que aquest llançament no es va situar a les llistes o no es va traure en aquella regió. | |     |    |     |

### Senzills
| Cançó                                                          | Data de llançament     | Dades del llançament  | Formats             | Llista de senzills del Regne Unit | Àlbum                            |
| -------------------------------------------------------------- | ---------------------- | --------------------- | ------------------- | --------------------------------- | -------------------------------- |
| "Park and Ride"                                                | 2 de març de 1998      | Andmoresound (and 09) | 7" vinil            | —                                 | Cap àlbum                        |
| "Your Sound"                                                   | 14 de desembre de 1998 | Andmoresound (and 11) | CD, 7" vinil        | —                                 | Cap àlbum                        |
| "Eighties Fan"                                                 | 25 de juny de 2001     | Andmoresound (and 16) | CD, 7" vinil        | —                                 | Biggest Bluest Hi Fi             |
| "Teenager"                                                     | 26 de maig de 2003     | Elefant (ER-352)      | CD                  | 182                               | Underachievers Please Try Harder |
| "Keep It Clean"                                                | 28 de juny de 2004     | Elefant (ER-355)      | CD                  | —                                 | Underachievers Please Try Harder |
| "I Love My Jean"                                               | 21 de març de 2005     | Elefant (ER-358)      | CD, 7" vinil        | 101                               | Cap àlbum                        |
| "Lloyd, I'm Ready to Be Heartbroken"                           | 15 de maig de 2006     | Elefant (ER-362)      | CD, 7" vinil        | 124                               | Let's Get Out of This Country    |
| "Let's Get Out of This Country"                                | 11 de setembre de 2006 | Elefant (ER-364)      | CD, 7" vinil        | 144                               | Let's Get Out of This Country    |
| "If Looks Could Kill"                                          | 29 de gener de 2007    | Elefant (ER-366)      | CD, 7" vinil        | 191                               | Let's Get Out of This Country    |
| "Tears for Affairs"                                            | 23 April 2007          | Elefant (ER-368)      | CD, 7" vinyl        | —                                 | Let's Get Out of This Country    |
| "French Navy"                                                  | 13 d'abril de 2009     | 4AD (AD 2912)         | CD, 7" vinil        | 141                               | My Maudlin Career                |
| "Honey in the Sun"                                             | Agost de 2009          | 4AD                   | Promo-only CDR      | —                                 | My Maudlin Career                |
| "The Sweetest Thing"                                           | 2 de novembre de 2009  | 4AD (AD 2926)         | 7" vinil            | —                                 | My Maudlin Career                |
| "The Blizzard" / "Swans"                                       | 7 de desembre de 2009  | 4AD (AD 2937)         | 7" vinil            | —                                 | My Maudlin Career                |
| "The Nights Are Cold"                                          | 17 de maig de 2010     | 4AD (AD 3X25)         | 7" vinil            | —                                 | Cap àlbum                        |
| "Do It Again"                                                  | maig de 2013           | 4AD                   | descàrrega gratuïta | —                                 | Desire Lines                     |
| "—" significa que no hi ha hagut posicionament en les llistes. |                        |                       |                     |                                   |                                  |

### Recopilatoris i EPs
- Rare UK Bird (Desembre 1999, Quattro) Només al Japó

### Altres contribucions
- Acoustic 07 (2007, V2 Records) - "Let's Get Out of This Country"
- The Saturday Sessions: The Dermot O'Leary Show (2007, EMI) - "Super Trouper"